# Варварино (Башкортостан)
Варварино (баш. Варварино) — село в Мелеузовском районе Республики Башкортостан Российской Федерации. Входит в состав Нордовского сельсовета.

## География

### Географическое положение
Расстояние до:
- районного центра (Мелеуз): 28 км,
- центра сельсовета (Нордовка): 12 км,
- ближайшей ж/д станции (Зирган): 13 км.

## Население
| 2002 | 2009 | 2010 |
| ---- | ---- | ---- |
| 177  | ↗189 | ↘188 |

Национальный состав
Согласно переписи 2002 года, преобладающие национальности — русские (46 %), казахи (41 %).